# Isla Santa Rosa (Ica)
La Isla Santa Rosa, también llamada Isla Santa Rosita, es una isla perteneciente al Perú situada dentro de las aguas de la bahía de la Independencia, en el océano Pacífico. Se localiza a 1,6 km al sur de la isla Independencia; y está separada del punto más cercano del continente por el canal de Serrate. La superficie total de la isla aproximadamente es de 27,77 hectáreas. En la parte central, se distingue un istmo bajo y pedregoso que rara vez se inunda. Este divide transversalmente a la isla en parte norte y sur en proporciones desiguales, pero geográficamente similares. Destaca por su gran interés ecológico, pues constituyen una gran reserva biológica de aves marinas. Por tal motivo, la isla se encuentra protegida por ley dentro de la Reserva nacional de Paracas, una reserva natural que protege y conserva muestras representativas de la diversidad biológica de los ecosistemas marino-costeros del Perú.

## Descripción geográfica
La isla Santa Rosa se encuentra bajo la influencia de las aguas frías de la corriente de Humboldt y se encuentra ubicada en torno a los 14°19′ de latitud S y los 76°9′ de longitud O. Tiene una longitud máxima de aproximadamente 1580 m, en sentido noroeste-sureste, y una anchura que ronda los 400 metros. La mayor altitud de la isla alcanza 37 m s. n. m. en el sector septentrional. Dista de la punta más cercana de la costa, denominada Morro Quemado, unos 1,65 km; y presenta una superficie plana con acantilados de corte casi vertical. Por su lado oeste destaca un grupo de islotes y rocas visibles a poca distancia de su orilla. El color blanquecino que tiene la isla, es el resultado de la mezcla de las capas de guano y la erosión de la superficie rocosa.
La isla Santa Rosa forma un canal poco profundo junto a la isla Independencia, en donde los arrecifes y peñas aisladas hacen peligrosa esa zona para el tránsito marítimo, siendo sólo transitable por embarcaciones menores y por personas familiarizadas con la zona.

## Diversidad biológica

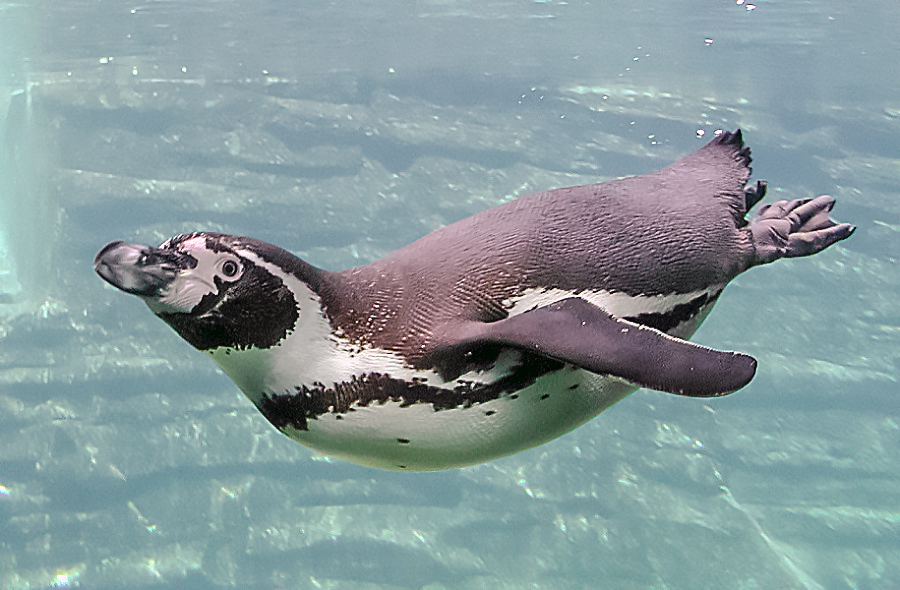
La isla cuenta con una importante colonia reproductiva del pingüino de Humboldt (Spheniscus humboldti).

El principal componente biológico de la isla Santa Rosa son las aves marinas. En su mayoría, son las especies típicas de ecosistemas marino-costeros, que han encontrado en la isla una zona de alimentación, reproducción y descanso. En esta isla existe una importante colonia reproductiva del pingüino de Humboldt (Spheniscus humboldti), la cual es una de las más grandes de la costa del Perú. Además también existen colonias de nidificación del cormorán guanay (Phalacrocorax bougainvillii), el piquero peruano (Sula variegata) y el pelícano peruano (Pelecanus thagus), especies que se encuentran categorizadas por la legislación peruana como especie en peligro de extinción. 
Asimismo, se puede observar otras especies de aves como la chuita (Phalacrocorax gaimardi), zarcillo (Larosterna inca), golondrina de la tempestad (Oceanodroma markhami), gaviota gris (Larus modestus), gaviota dominicana (Larus dominicanus), entre otras. 
Otra especie que se encuentra en las islas y en gran número son los lobos chusco sudamericano (Otaria flavescens), una especie de lobo marino que pertenece a la familia Otariidae.